# Ārani
Ārani är en ort i Indien.   Den ligger i distriktet Tiruvannamalai och delstaten Tamil Nadu, i den södra delen av landet, 1 800 km söder om huvudstaden New Delhi. Ārani ligger 150 meter över havet och antalet invånare är 62 858.
Terrängen runt Ārani är platt. Runt Ārani är det tätbefolkat, med 493 invånare per kvadratkilometer. Ārani är det största samhället i trakten. Omgivningarna runt Ārani är en mosaik av jordbruksmark och naturlig växtlighet.